# Unione Sportiva Imperia 1930-1931
Questa voce raccoglie le informazioni riguardanti l'Unione Sportiva Imperia nelle competizioni ufficiali della stagione 1930-1931.

## Stagione
L'Unione Sportiva Imperia si rinforza con gli acquisti del portiere Rossi, i difensori Ferrando e Gargano e, dal settore giovanile, Natta, Oliva e Scappino, il centrocampista Marano e gli attaccanti Cotelli e Mura.

## Rosa
Fonte:
| N. |                   | Ruolo | Calciatore         |
| -- | ----------------- | ----- | ------------------ |
|    | Italia (bandiera) | P     | Edoardo Rossi      |
|    | Italia (bandiera) | P     | Eliseo Gemelli     |
|    | Italia (bandiera) | P     | Parravicini        |
|    | Italia (bandiera) | P     | Musso              |
|    | Italia (bandiera) | D     | Giordano Bruno     |
|    | Italia (bandiera) | D     | Angelo Cassaza     |
|    | Italia (bandiera) | D     | Adriano Stegani    |
|    | Italia (bandiera) | D     | Alfredo Coverlizza |
|    | Italia (bandiera) | D     | Mario Ferrando     |
|    | Italia (bandiera) | C     | Mario Anzi         |
|    | Italia (bandiera) | C     | Giuseppe Grosso I  |
|    | Italia (bandiera) | C     | Paolo Geneasi      |
|    | Italia (bandiera) | C     | Giacomo Bossano    |
|    | Italia (bandiera) | C     | Giuseppe Grosso II |
|    | Italia (bandiera) | C     | Pietro Repetto     |

| N. |                   | Ruolo | Calciatore                |
| -- | ----------------- | ----- | ------------------------- |
|    | Italia (bandiera) | C     | Luigi Mariani             |
|    | Italia (bandiera) | A     | Ercole Carzino I          |
|    | Italia (bandiera) | A     | Bartolomeo Poggi          |
|    | Italia (bandiera) | A     | Pietro Scevola (capitano) |
|    | Italia (bandiera) | A     | Giulio Cotelli            |
|    | Italia (bandiera) | A     | Ugo Magnetto              |
|    | Italia (bandiera) | A     | Ernesto Bello             |
|    | Italia (bandiera) | A     | Mario Ghiglione           |
|    | Italia (bandiera) | A     | Filippini                 |
|    | Italia (bandiera) | A     | Martino De Maurizi        |
|    | Italia (bandiera) | A     | Amoretti                  |
|    | Italia (bandiera) | A     | Dante Grignolino          |
|    | Italia (bandiera) | A     | Carlo Mura                |
|    | Italia (bandiera) | A     | Cagno                     |

## Calciomercato
| Acquisti | Acquisti         | Acquisti    | Acquisti |
| R.       | Nome             | da          | Modalità |
| -------- | ---------------- | ----------- | -------- |
| D        | Mario Ferrando   | Spes Genova |          |
| C        | Luigi Mariani    | Piacenza    |          |
| A        | Romolo Bollea    | Lecce       |          |
| A        | Dante Grignolino | Pavia       |          |

| Cessioni | Cessioni     | Cessioni   | Cessioni |
| R.       | Nome         | a          | Modalità |
| -------- | ------------ | ---------- | -------- |
| D        | Ugo Magnetto | Ambrosiana |          |

## Statistiche

### Statistiche dei giocatori
Fonte:
Soni in corsivoi giocatori che hanno lasciato la squadra a stagione in corso.
| Giocatore     | Prima Divisione | Prima Divisione |
| Giocatore     | Presenze        | Reti            |
| ------------- | --------------- | --------------- |
| Amoretti      | 1               | 0               |
| M. Anzi       | 11+             | 1+              |
| E. Bello      | 11+             | 3+              |
| G. Bossano    | 2               | 0               |
| G. Bruno      | 5               | 0               |
| Cagno         | 9               | 2               |
| E. Carzino I  | 15+             | 5+              |
| A. Cassaza    | 3               | 0               |
| G. Cotelli    | 2               | 0               |
| A. Coverlizza | 5               | 0               |
| M. De Maurizi | 1               | 0               |
| M. Ferrando   | 8               | 0               |
| Filippini     | 1               | 0               |
| E. Gemelli    | 2               | -12             |
| P. Geneasi    | 15              | 1               |
| M. Ghiglione  | 12+             | 3+              |
| D. Grignolino | 1               | 1               |
| G. Grosso I   | 1               | 0               |
| G. Grosso II  | 2               | 0               |
| U. Magnetto   | 2               | 0               |
| L. Mariani    | 0               | 0               |
| C. Mura       | 1               | 0               |
| Musso         | 2               | -3              |
| Parravicini   | 4               | -7              |
| B. Poggi      | 2               | 0               |
| P. Repetto    | 15+             | 0               |
| E. Rossi      | 8               | -19             |
| P. Scevola    | 16+             | 4+              |
| A. Stegani    | 12+             | 0               |